# Истина је да те лажем
Истина је да те лажем је шести студијски албум Аце Лукаса који је објављен 2003. године.

## Обраде
- 1. Нисам преживео (оригинал: Anna Vissi - Tasis Autoktonias)
- 2. Са љубави се скидам (оригинал: Triantafyllos & Irini Merkouri - Mia zoi)
- 3. Истина је да те лажем (оригинал: Giorgos Alkaios - Pali monos mou milao)
- 4. Дигла си ми цену (оригинал: Rammstein - Rammstein = на самом почетку песме)
- 10. Спавај Београде /Девет живота/ (оригинал: Никола Грбић - Девет живота)